# Cylistella castanea
Cylistella castanea är en spindelart som beskrevs av Alexander Petrunkevitch 1925. Cylistella castanea ingår i släktet Cylistella och familjen hoppspindlar. Inga underarter finns listade i Catalogue of Life.